# Barra Head
Pour les articles homonymes, voir Barra.
Ne doit pas être confondu avec Berneray.
Barra Head, aussi appelée Berneray, en écossais Bhearnaraigh, est une île inhabitée du Royaume-Uni située en Écosse, dans le Sud de l'archipel des Hébrides extérieures.

## Géographie
Barra Head est l'île la plus méridionale de l'archipel écossais des Hébrides extérieures et est séparée de l'île de Mingulay située au nord par le détroit de Barra Head (en écossais caolas Bhearnaraigh). L'île, de forme allongée et orientée dans le sens est-ouest, est un promontoire fortement inclinée de la côte Nord jusqu'à la côte Sud qui plonge dans la mer sous la forme de hautes falaises. Le point culminant de l'île est le Sotan qui atteint 193 mètres d'altitude ce qui en fait un marilyn.

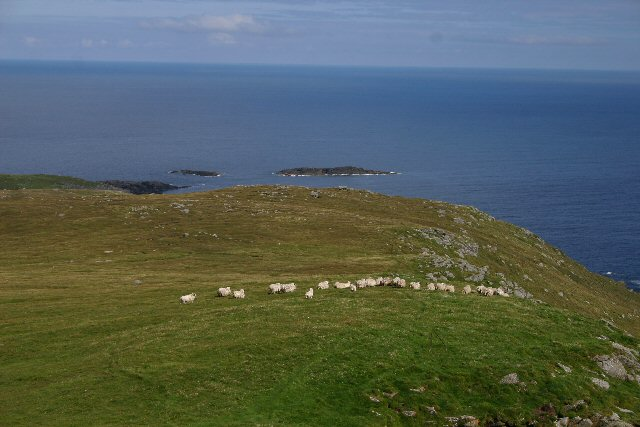
Moutons sur les prairies de Barra Head.

Barra Head est incluse avec Mingulay et les îlots proches dans une zone de protection spéciale en raison de sa végétation composée de prairies et landes ainsi que des nombreux oiseaux de mer qui y nidifient comme des alcinés (petits pingouins et macareux moines), des guillemots, des mouettes, des cormorans huppés et des goélands.
Outre le phare, les seules constructions de l'île sont un quai d'accostage sur la côte Nord, deux duns, un petit cimetière et des murs en pierre.

## Histoire
L'île a été habitée depuis les temps préhistoriques jusqu'au XXe siècle. Historic Scotland a identifié 88 sites archéologiques, la plupart datant d'avant l'ère médiévale. Parmi eux, quatre chambres funéraires, cinq cistes et cinq autres sites identifiés comme des cairns funéraires. Le fort de Dùn Bristle, construit au nord-ouest ainsi qu'un autre site proche datant de l'âge du Fer ont été largement endommagé par la construction du phare. 
Le site d'une chapelle présumée a aussi été repéré près de MacLean's Point, à l'endroit où une croix gravée dans la roche a été découverte. Les traces archéologiques de la présence des Vikings sont limitées mais des roches sculptées en forme de bateau ont été trouvées près de la chapelle et pourraient dater de l'époque des invasions normandes.
Au XVIIIe siècle, la population insulaire avoisine les cinquante habitants, principalement concentrés sur le littoral nord-est. Le recensement de 1841 indique une population de trente habitants, grimpant jusqu'à 56 en 1881 pour redescendre à 36 en 1891. Au cours du XIXe siècle, la population permanente se limite à une vingtaine d'individus répartis en deux ou trois familles. Les derniers habitants quittent l'île vers 1910. Désormais, seules les familles des gardiens de phare peuplent l'île jusqu'à son automatisation en 1980.